# 漯項片
漯項片是中原官話核心區分支。屬於淮北河南話，東有商阜片，西有南魯片，南有信蚌片，北有鄭開片，四面都被中原官話包圍。
漯項片分布於河南省漯河市市區、周口市（市區、項城市、扶溝縣、西華縣、商水縣）、駐馬店市（泌陽縣、西平縣除外，此兩縣屬於南魯片），以及許昌轄下的鄢陵縣，共16個縣市。
中古漢語中的知照精組字，在漯項片均讀平舌音。1987年的《中國語言地圖集》將此類語音分類為「蔡魯片」中原官話。